# Poszeidóniosz (szobrász)
Poszeidóniosz (Kr. e. 1. század) görög szobrász.
Epheszoszból származott, bronzszobrokat készített. idősebb Plinius tesz említést róla, s dicséri Athénben kiállított Apollón-szobrát. Munkái még római másolatban sem ismertek.[forrás?]